# 桑田神社
桑田神社（くわだじんじゃ、くわた-）は、『延喜式神名帳』に記載されている丹波国桑田郡の式内社。以下の二社が論社とされている。
- 1. 桑田神社 （京都府亀岡市篠町山本北絛50.51） - 旧村社
- 2. 桑田神社 （京都府亀岡市篠町馬堀東垣内3） - 旧無格社

## 概要
『延喜式神名帳』に「丹波国桑田郡 桑田神社」と記載される式内社。
亀岡市内に論社が二社ある。馬堀の社は山本の社の元宮ともいわれるが、正確な由緒は不詳。
両社とも亀岡市東部、大堰川右岸の保津峡入り口近くに鎮座し、川向うには請田神社が鎮座する。

## 桑田神社 (亀岡市篠町山本)

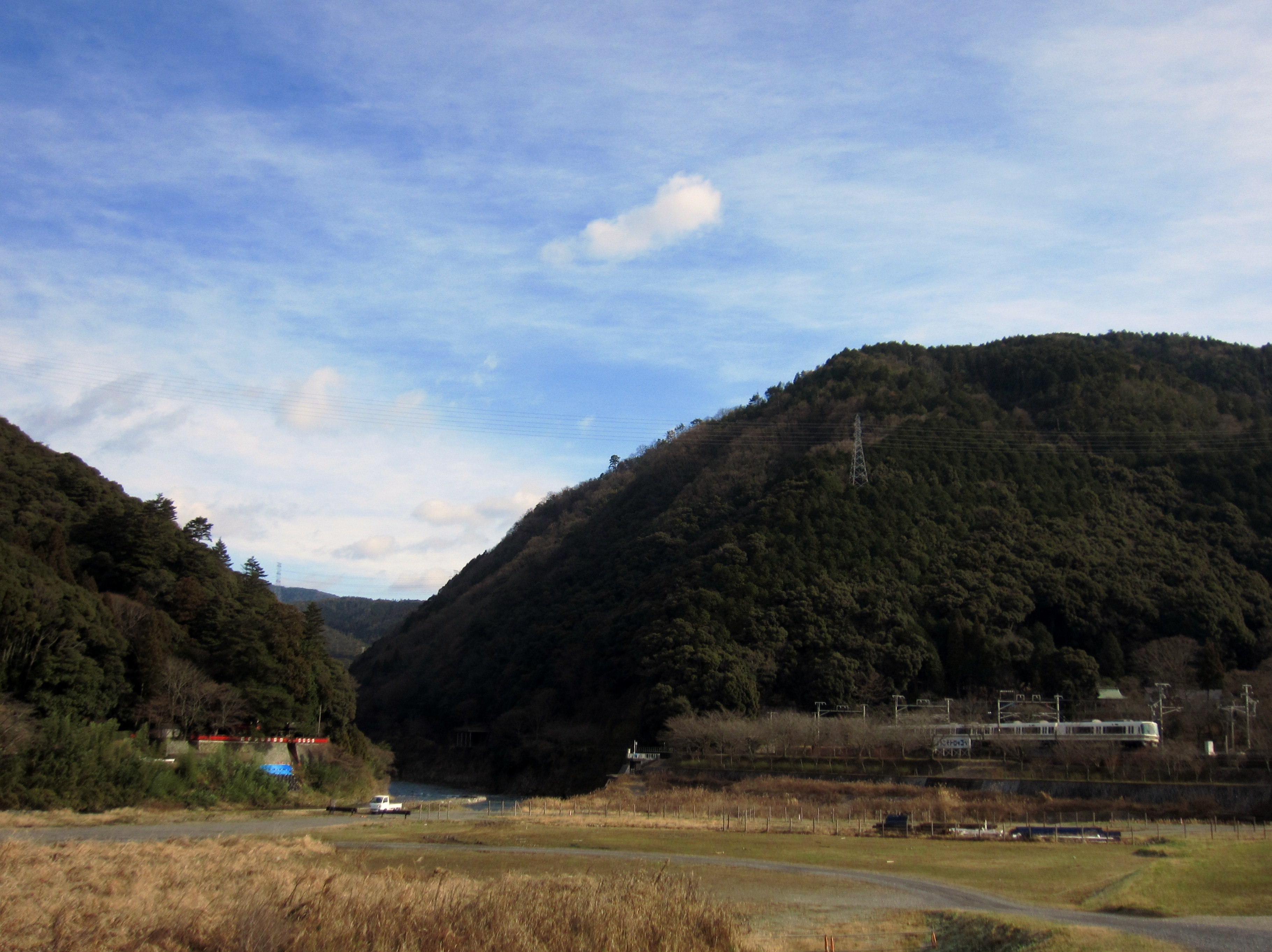
保津峡入り口
右岸を走る嵯峨野線の奥に当社。左岸には請田神社が鎮座する。

桑田神社（くわだじんじゃ、くわた-）は、京都府亀岡市篠町山本にある神社。式内社論社。旧社格は村社。

### 祭神
主祭神
- 市杵島姫命 （いちきしまひめのみこと）

配祀神
- 大山咋命 （おおやまくいのみこと）
- 大山祇命 （おおやまつみのみこと）

### 歴史
祭神の大山咋命・市杵島姫命は、鍬山神社（亀岡市上矢田町）祭神とともに、湖であった亀岡盆地を開拓のため保津峡を開削したといわれる。当地は盆地入り口にあたるため政治的にも重要な地で、秦氏の勢力がいち早く進出したとされる。社伝では、この地は「田庭」と呼ばれており「丹波」はこの田庭より名付けられたとされる。その後、田庭には早稲を作ったり桑を植えて養蚕を営んだことに因み、田庭を今でも小字で「桑の木」と呼んでいると伝える。
天明年間（1781年-1789年）社殿が焼失。
当地の地名が「桑田」であることは『大日本史神祇志』にも記されているが、明治6年まで川向うの神社と同じく「請田神社（浮田神社）」を名乗っていた。明治6年6月、近代社格制度において村社に列し、明治10年6月に式内社桑田神社を公称。

### 境内

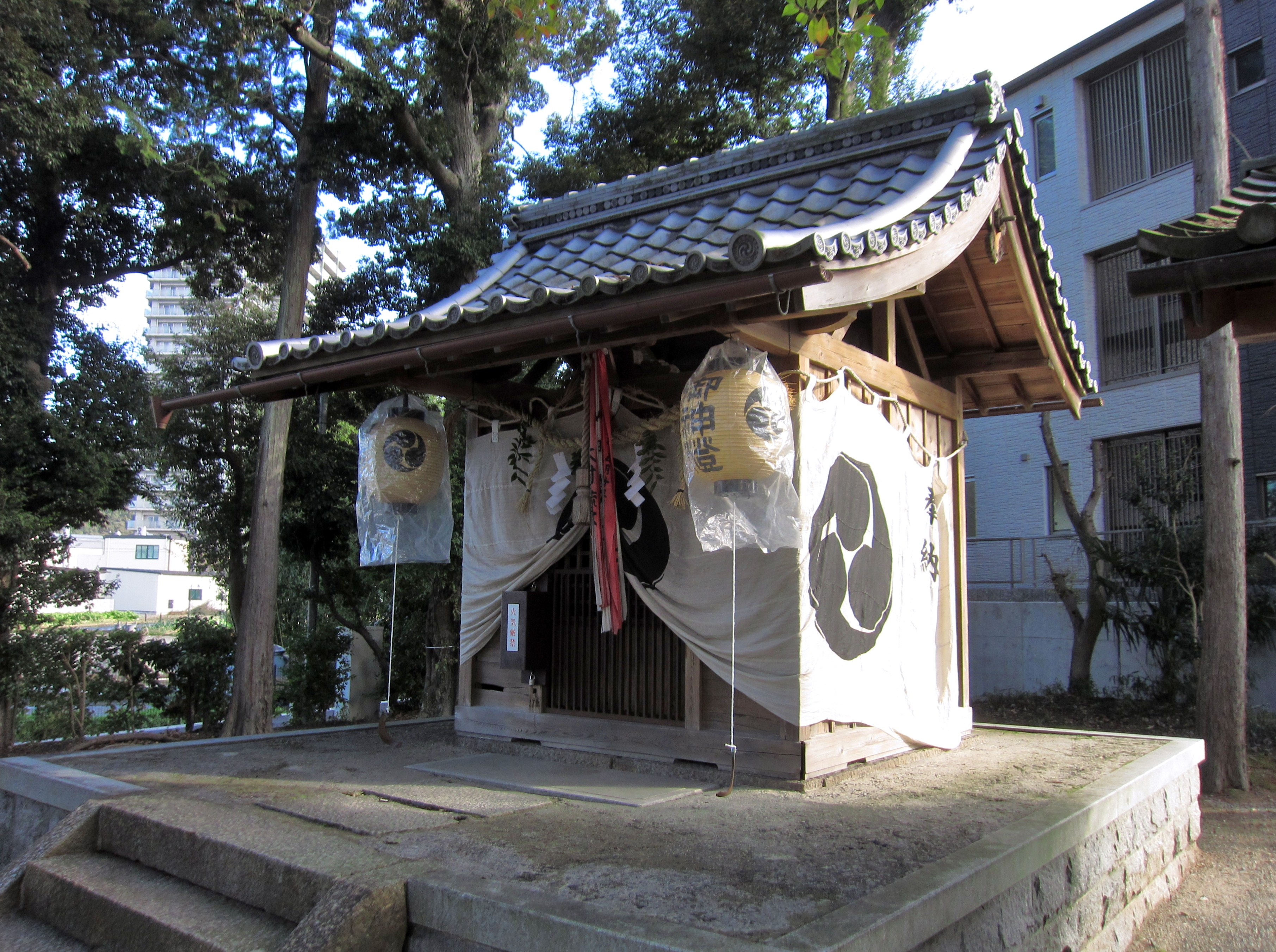
本殿の覆屋
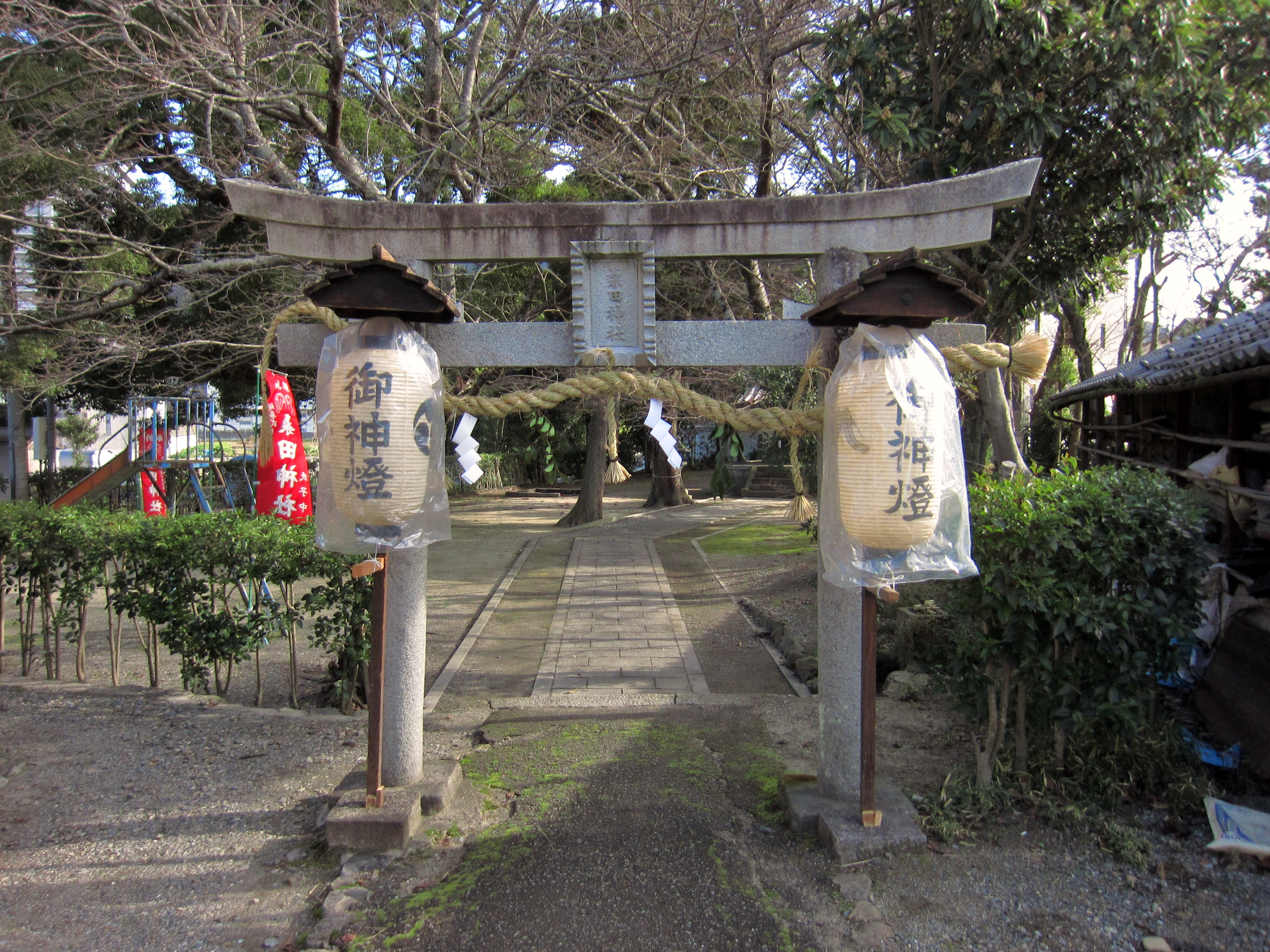
鳥居

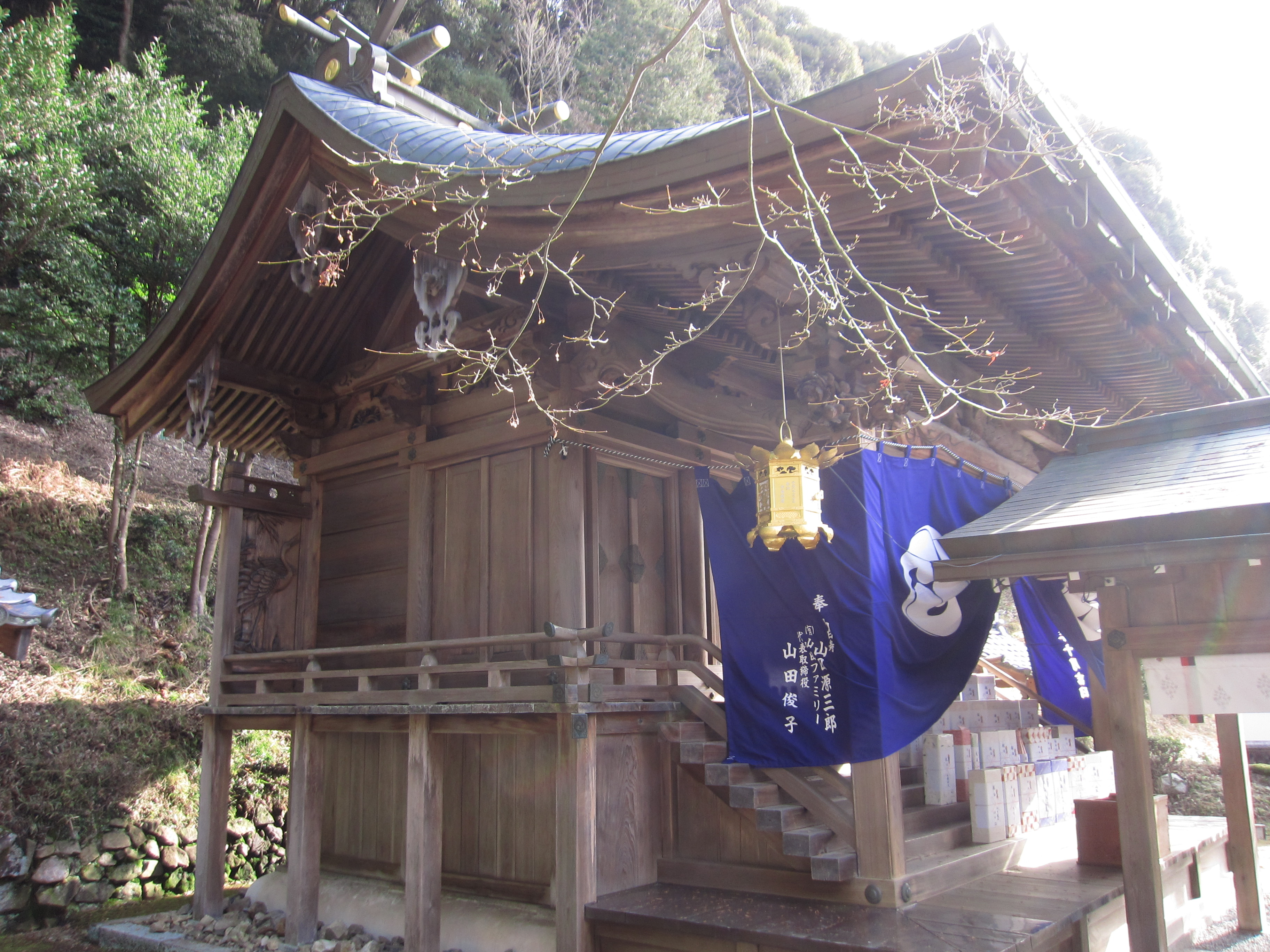
本殿
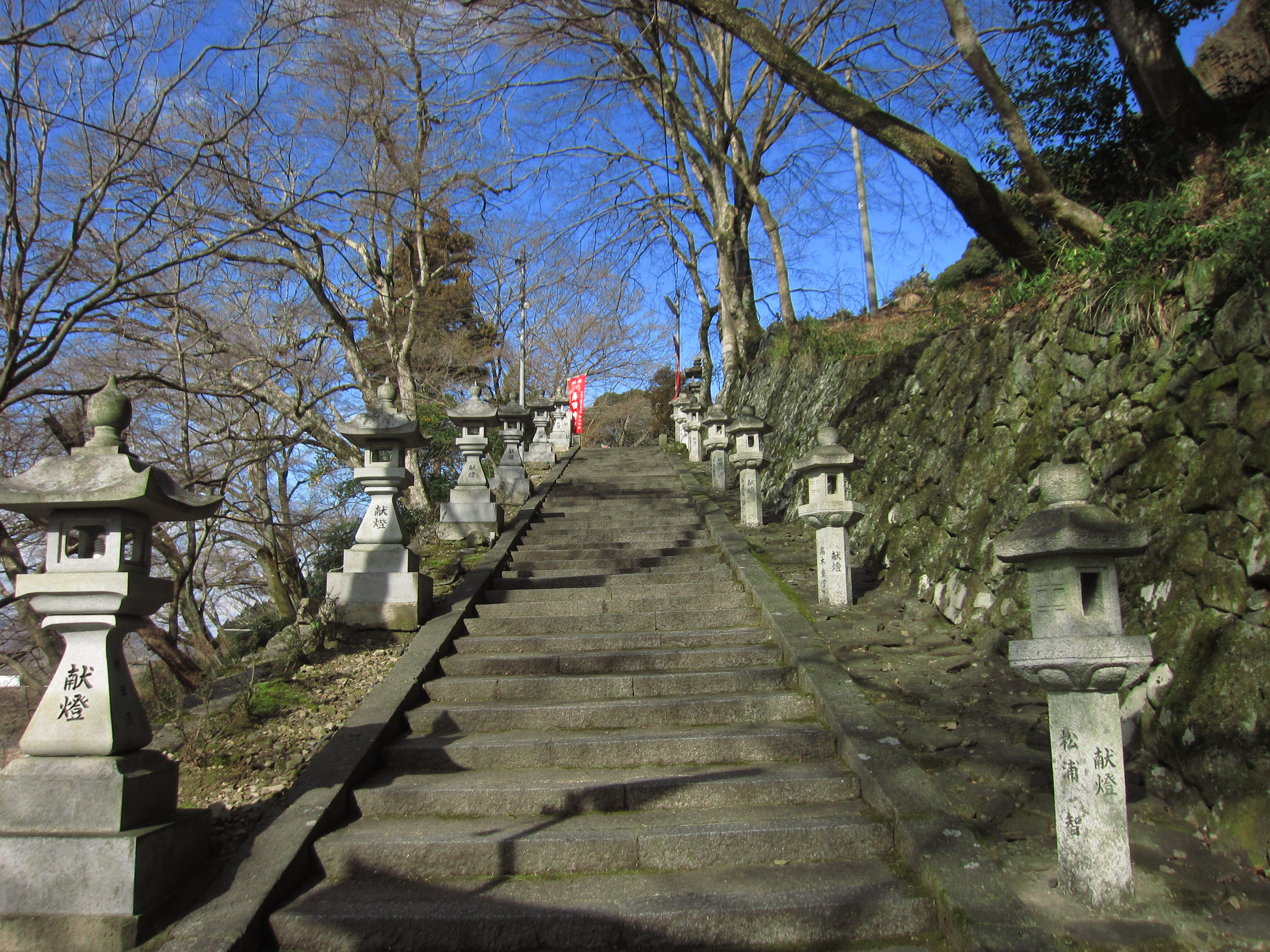
参道
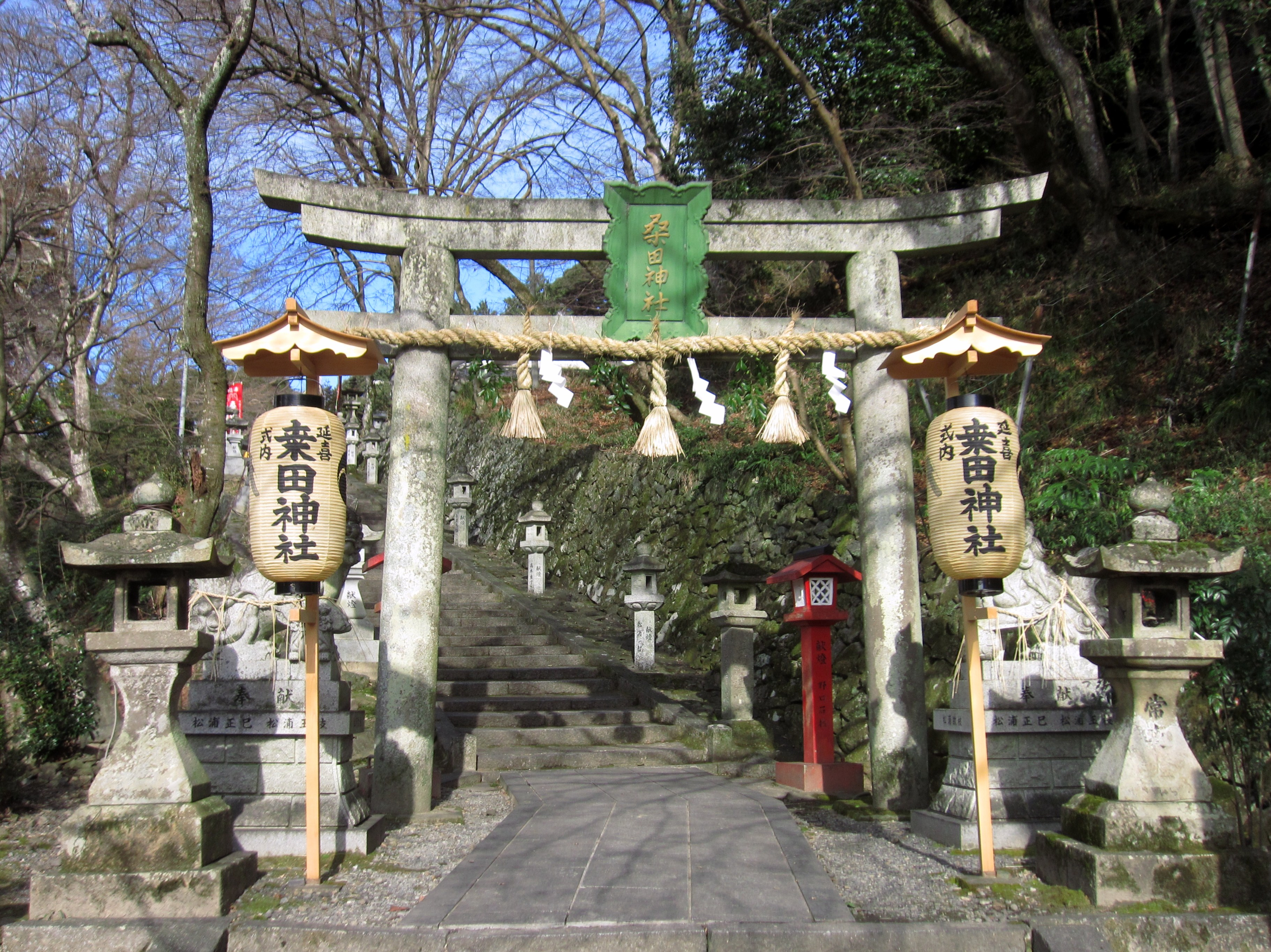
鳥居

### 摂末社
- 地主神社
- 五社神社
- 天満宮
- 水神宮
- 九頭龍大神
- 秋葉宮
- 祓戸宮

### 現地情報
所在地
- 京都府亀岡市篠町山本北絛50.51

交通アクセス
- 最寄駅：西日本旅客鉄道（JR西日本）嵯峨野線 馬堀駅 （徒歩約13分）

周辺
- 請田神社

## 桑田神社 (亀岡市篠町馬堀)
桑田神社（くわだじんじゃ、くわた-）は、京都府亀岡市篠町馬堀にある神社。式内社論社。旧社格は無格社（社格がないという意味ではなく「無格社」という社格）。

### 祭神
- 市杵島姫命 （いちきしまひめのみこと）

### 歴史
由緒は不詳。当地から篠町山本に祭神が遷ったともいわれる。

### 境内
- 本殿の覆屋
- 鳥居

### 摂末社
- 天満宮

### 現地情報
所在地
- 京都府亀岡市篠町馬堀東垣内3

交通アクセス
- 最寄駅：西日本旅客鉄道（JR西日本）嵯峨野線 馬堀駅 （徒歩約3分）